# Waldemar Nol
Waldemar Nol (ur. 9 listopada 1950 w Przasnyszu) – polski kulturysta.

## Życiorys
W latach 1965–1968 trenował podnoszenie ciężarów w klubie Narew Ostrołęka. Od czterdziestu pięciu lat trenuje kulturystykę. Był dziewięciokrotnym medalistą mistrzostw Polski, w tym trzykrotnym mistrzem w kategorii ciężkiej powyżej 90 kg. Wielokrotny reprezentant kraju w mistrzostwach świata i Europy. Zdobywca tytułu mistrza świata (2004) i Europy w kategorii masters (2005 i 2007). 2007-2010 radny Rady Miasta Ostrołęki z ramienia PiS. 
W 1993 roku decyzją zarządu PZKiTS z 19 czerwca, został zdyskwalifikowany na okres 1 roku i ukarany grzywną w wysokości 500 tys. st. zł. za używanie niedozwolonych środków farmakologicznych, wykrytych w jego organizmie podczas kontroli antydopingowej na Mistrzostwach Polski w Kulturystyce w Sosnowcu.